# Paolo Nebrida
Paolo Nebrida (* 31. Dezember 1994 in Subic) ist ein philippinischer Dartspieler.

## Karriere
Paolo Nebrida nimmt seit 2014 an internationalen Turnieren teil. Bei den Malaysian Open erreichte er noch im gleichen Jahr sein erstes Finale bei einem Turnier der World Darts Federation. 2016 gewann Nebrida die Hong Kong Open, wo er im Finale gegen Thanawat Gaweenuntawong siegte. Durch diesen Sieg nahm er auch am World Masters 2016 teil, wo er in der ersten Runde mit 3:1 gegen József Rucska gewann. In der 2. Runde schied er mit 2:3 gegen Steve Lennon aus Irland aus. 2018 konnte Nebrida erneut das Finale der Malaysian Open erreichen. Dieses Mal unterlag er seinem Landsmann Christian Perez. Zudem nahm er an der PDC World Youth Championship 2018 teil, wo er das Achtelfinale erreichte. Ein Jahr später zeigte er auf der PDC Asian Tour mehrere gute Turnierleistungen und erreichte unter anderem einmal ein Viertelfinale. Obwohl Nebrida sich für den World Cup of Darts 2021 qualifiziert hatte, wurde ihm die Einreise nach Deutschland wegen einer fehlenden Schutzimpfung gegen SARS-CoV-2 verweigert. Bei der PDC Asian Championship 2022 schaffte Nebrida den Sprung bis ins Finale und qualifizierte sich damit für die PDC World Darts Championship 2023. Bei seiner WM-Premiere verlor er sein Erstrundenspiel gegen den Niederländer Danny Jansen mit 2:3. Auch bei seiner zweiten WM-Teilnahme unterlag er im Entscheidungssatz der ersten Runde, diesmal Simon Whitlock. Bei der WM 2025 stieß er bis in die dritte Runde vor, in der er schließlich Jeffrey de Graaf unterlag.

## Weltmeisterschaftsresultate

### PDC
- 2023: 1. Runde (2:3-Niederlage gegen  Danny Jansen)
- 2024: 1. Runde (2:3-Niederlage gegen  Simon Whitlock)
- 2025: 3. Runde (1:4-Niederlage gegen  Jeffrey de Graaf)

### PDC-Junioren
- 2018: Achtelfinale (2:6-Niederlage gegen  Callan Rydz)